# Nassau (wyspa)
Nassau – wyspa wchodząca w skład Północnych Wysp Cooka, należący administracyjnie do terytorium zależnego Nowej Zelandii – Wyspy Cooka. Wyspa stanowi jednocześnie jednostkę administracyjną o takiej samej nazwie.
Wyspa ma powierzchnię 1,3 km², położona jest 90 km na południe od atolu Pukapuka, a zamieszkana jest przez 78 mieszkańców (dane na 2016 rok). Na wyspie znajduje się tylko jedna miejscowość – Nassau, w której mieszka większość mieszkańców wyspy (44 osoby).
Wyspa została odkryta w 1803, a od 1888 wraz z innymi wyspami archipelagu stanowi protektorat brytyjski, zwany od 1891 Cook Islands Federation. W 1901 wraz z całymi Wyspami Cooka została przekazana Nowej Zelandii.

## Demografia
Liczba ludności zamieszkującej wyspę Nassau:
| 1971 | 1976 | 1981 | 1986 | 1996 | 2001 | 2006 | 2011 | 2016 |
| ---- | ---- | ---- | ---- | ---- | ---- | ---- | ---- | ---- |
| 160  | 123  | 137  | 119  | 99   | 72   | 75   | 73   | 78   |

Od połowy XX wieku, pomimo wysokiego przyrostu naturalnego, liczba ludności wyspy spada. Głównym powodem takiego stanu rzeczy jest emigracja zarobkowa na największą i najludniejszą spośród Wysp Cooka Rarotongę oraz do Nowej Zelandii.